# Nymphites braueri
Nymphites braueri là một loài côn trùng trong họ Nymphitidae thuộc bộ Neuroptera. Loài này được Haase miêu tả năm 1890.